# Guatteria guianensis
Guatteria guianensis é uma espécie de magnólia. Foi descrito pela primeira vez por Jean Baptiste Christophe Fusée Aublet, e recebeu o nome exato por Robert Elias Fries. Guatteria guianensis pertence ao gênero Guatteria, e família Annonaceae. Não existe esse tipo listado.